# Phalota tenella
Phalota tenella är en skalbaggsart som beskrevs av Francis Polkinghorne Pascoe 1863. Phalota tenella ingår i släktet Phalota och familjen långhorningar. Inga underarter finns listade i Catalogue of Life.